# Claude Simonet
Claude Simonet (* 27. Juni 1930 in Mortagne-au-Perche, Département Orne; † 15. März 2023 in Nantes, Département Loire-Atlantique) war ein französischer Fußballspieler und Sportfunktionär. Er war vom 19. Februar 1994 bis zum 12. Februar 2005 Präsident des französischen Fußballverbandes Fédération Française de Football (FFF).

## Biografie
Claude Simonet spielte als Torhüter bei US du Mans (1946 bis 1954), C.O. Pontlieue Le Mans (1954/55) und beim FC Nantes (1955 bis 1960). Seine Laufbahn als Aktiver endete 1968 bei La Gilles-de-Retz de Machecoul, für die er seit 1962 im Tor stand.
Mit dem 41e régiment d’infanterie aus Rennes wurde er 1951 französischer Militärmeister und spielte mit der französischen Militärauswahl auch international.
Als Funktionär war er von 1972 bis 1984 Vorstandsmitglied beim FC Nantes. Anschließend wurde er Präsident des Regionalverbandes Ligue Atlantique de football. Beim FFF übernahm er 1992 das Amt des Schatzmeisters, ehe er 1994 zum Präsidenten des Verbandes gewählt wurde. Von 1996 bis 2000 war er daneben Vizepräsident des Comité National Olympique et Sportif Français (NOK Frankreichs). Ab 2000 fungierte er zwei Jahre lang als Mitglied des Exekutivkomitees der UEFA.
Nach dem Gewinn des Weltmeistertitels der Franzosen wurde Simonet 1998 zum Offizier der Ehrenlegion ernannt.
Im April 2007 verurteilte ein Gericht in Paris Simonet wegen Bilanzfälschung zu sechs Monaten Haft auf Bewährung und einer Geldstrafe in Höhe von 10.000 Euro. Es befand ihn schuldig, in der Saison 2002/03 das Defizit des Verbandes mit 63.000 Euro angegeben zu haben, obwohl es tatsächlich 13,9 Millionen Euro betrug.
Claude Simonet starb im März 2023 im Alter von 92 Jahren in Nantes.